# Resto do Mundo no Festival Eurovisão da Canção
A primeira vez que o Resto do Mundo votou no Festival Eurovisão da Canção foi na edição de 2023, como parte de mudanças anunciadas pela União Europeia de Radiodifusão.
Em 22 de novembro de 2022, a União Europeia de Radiodifusão anunciou que, a partir de 2023, o Festival Eurovisão da Canção iria incluir um televoto de países não participantes pela primeira vez. Os espectadores de países não participantes também poderiam votar em todos os espetáculos, com os seus votos sendo agregados e apresentados como um conjunto individual de pontos em "Resto do Mundo", através da plataforma oficial online, que requer a posse de um cartão de crédito ou débito para verificação.
No entanto, já desde 2006 existe uma filial da Organização Geral dos Amadores da Eurovisão (OGAE) que une países que não possuem uma rede OGAE por direito próprio, mas que são membros ativos ou associados da UER, constituída pelos seguintes países:
- África do Sul
- Argélia
- Argentina
- Bósnia e Herzegovina(a)
- Botswana
- Brasil
- Canadá
- Cazaquistão
- Chile
- China
- Colômbia
- Coreia do Sul
- Costa Rica
- Emirados Árabes Unidos
- Egito
- Eslováquia
- Essuatíni
- Estados Unidos
- Geórgia(a)
- Hong Kong
- Japão
- Jordânia
- Líbano
- Lesoto
- Liechtenstein
- México
- Moldávia(a)
- Mónaco(a)
- Montenegro(a)
- Marrocos(a)
- Namíbia
- Nova Zelândia
- Peru
- Quirguistão
- San Marino(a)
- Seicheles
- Tunísia
- Uzbequistão
- Venezuela

Notas:↑(a)  Países participantes no Festival Eurovisão da Canção que, por não serem membros plenos da OGAE, fazem parte da OGAE Resto do Mundo

## Historial de votação
| # | País      | Pontos |
| - | --------- | ------ |
| 1 | Israel    | 72     |
| 2 | Ucrânia   | 45     |
| 3 | Albânia   | 40     |
| 4 | Finlândia | 32     |
| 5 | Arménia   | 31     |

### 2023
| Primeira semifinal: | Primeira semifinal: |
| Pontos              | País                |
| ------------------- | ------------------- |
| 12                  | Israel              |
| 10                  | Finlândia           |
| 8                   | Letónia             |
| 7                   | Suécia              |
| 6                   | Portugal            |
| 5                   | Chéquia             |
| 4                   | Moldávia            |
| 3                   | Croácia             |
| 2                   | Sérvia              |
| 1                   | Malta               |

| Segunda semifinal: | Segunda semifinal: |
| Pontos             | País               |
| ------------------ | ------------------ |
| 12                 | Albânia            |
| 10                 | Arménia            |
| 8                  | Áustria            |
| 7                  | Austrália          |
| 6                  | Eslovénia          |
| 5                  | Bélgica            |
| 4                  | Lituânia           |
| 3                  | Islândia           |
| 2                  | Estónia            |
| 1                  | Geórgia            |

| Final: | Final:    |
| Pontos | País      |
| ------ | --------- |
| 12     | Israel    |
| 10     | Finlândia |
| 8      | Arménia   |
| 7      | Suécia    |
| 6      | Albânia   |
| 5      | Ucrânia   |
| 4      | Noruega   |
| 3      | Croácia   |
| 2      | Espanha   |
| 1      | França    |

### 2024
| Primeira semifinal: | Primeira semifinal: |
| Pontos              | País                |
| ------------------- | ------------------- |
| 12                  | Ucrânia             |
| 10                  | Irlanda             |
| 8                   | Croácia             |
| 7                   | Eslovénia           |
| 6                   | Luxemburgo          |
| 5                   | Lituânia            |
| 4                   | Sérvia              |
| 3                   | Portugal            |
| 2                   | Austrália           |
| 1                   | Finlândia           |

| Segunda semifinal: | Segunda semifinal: |
| Pontos             | País               |
| ------------------ | ------------------ |
| 12                 | Israel             |
| 10                 | Países Baixos      |
| 8                  | Arménia            |
| 7                  | Estónia            |
| 6                  | Suíça              |
| 5                  | Grécia             |
| 4                  | Geórgia            |
| 3                  | Noruega            |
| 2                  | San Marino         |
| 1                  | Chéquia            |

| Final: | Final:     |
| Pontos | País       |
| ------ | ---------- |
| 12     | Israel     |
| 10     | Ucrânia    |
| 8      | Croácia    |
| 7      | Irlanda    |
| 6      | Suíça      |
| 5      | Arménia    |
| 4      | Luxemburgo |
| 3      | Grécia     |
| 2      | França     |
| 1      | Itália     |

### 2025
| Primeira semifinal: | Primeira semifinal: |
| Pontos              | País                |
| ------------------- | ------------------- |
| 12                  | Albânia             |
| 10                  | Ucrânia             |
| 8                   | Islândia            |
| 7                   | Suécia              |
| 6                   | Polónia             |
| 5                   | Portugal            |
| 4                   | Estónia             |
| 3                   | Noruega             |
| 2                   | Croácia             |
| 1                   | Países Baixos       |

| Segunda semifinal: | Segunda semifinal: |
| Pontos             | País               |
| ------------------ | ------------------ |
| 12                 | Israel             |
| 10                 | Letónia            |
| 8                  | Chéquia            |
| 7                  | Grécia             |
| 6                  | Finlândia          |
| 5                  | Lituânia           |
| 4                  | Dinamarca          |
| 3                  | Malta              |
| 2                  | Austrália          |
| 1                  | Irlanda            |

| Final: | Final:    |
| Pontos | País      |
| ------ | --------- |
| 12     | Israel    |
| 10     | Albânia   |
| 8      | Ucrânia   |
| 7      | Grécia    |
| 6      | Suécia    |
| 5      | Finlândia |
| 4      | Polónia   |
| 3      | Espanha   |
| 2      | Estónia   |
| 1      | Áustria   |